# Tabaluga – Der Film/Soundtrack
Tabaluga – Der Film ist ein Soundtrack des deutschen Musikers Peter Maffay zum gleichnamigen Film, der im November 2018 erschien.

## Entstehung und Veröffentlichung
Die Erstveröffentlichung des Soundtracks erfolgte am 16. November 2018 bei RCA Records. Das Album erschien in seiner Originalausführung als CD und Download mit 23 Titeln (Katalognummer: 19075807232).
Die Musik und Texte aller Titel wurden von Gregor Rottschalk (1, 3, 4, 5, 6, 7, 9), Peter-Rudolph Heinen (1), Carl Carlton (3, 7, 9), Bertram Engel (3, 9), Andreas Becker (4), Pascal Kravetz (5), Katrin Schröder (6), Rupert Keplinger (6) und Peter Hinderthür (11–23) komponiert beziehungsweise geschrieben. Für die Produktion aller Lieder zeichnete Peter Keller verantwortlich.
Das Album lässt sich in zwei Kapitel unterteilen. Der erste Teil beinhaltet popmusikalische Darbietungen von namhaften Künstlern, darunter vier Aufnahmen von Peter Maffay sowie je einen von Yvonne Catterfeld, Michael Bully Herbig, Heinz Hoenig und Wincent Weiss. Darüber hinaus beinhaltet es mit Ich fühl wie du ein Duett von Catterfeld und Weiss. Der zweite Teil ist der sogenannte „Tabaluga Original Score“, der vom Deutschen Filmorchester Babelsberg eingespielt wurde.

## Inhalt und Stil
Beim Soundtrack zu Tabaluga – Der Film handelt es sich stilistisch um ein Musical-Pop-Rock-Album. Inhaltlich behandelt das Album überwiegend Lieder, die sich mit dem Thema Liebe auseinandersetzen.

## Titelliste
1. Wincent Weiss: Tabaluga – 2:10
2. Michael Bully Herbig: Der Glückskäfer (Version 2018) – 2:14
3. Heinz Hoenig: Der Schlüssel zur Macht – 4:04
4. Yvonne Catterfeld & Wincent Weiss: Ich fühl wie du – 4:10
5. Yvonne Catterfeld: Auf Eis gelegt – 4:27
6. Peter Maffay: Zwischen den Welten – 4:26
7. Peter Maffay: Es lebe die Freundschaft! – 5:14
8. Peter Maffay: Nessaja (Version 2018) – 4:28
9. Peter Maffay: Feuer – 3:26
10. Peter Maffay: Ich bin Tabaluga (Version 2018) – 3:59
11. Deutsches Filmorchester Babelsberg: Grünland – 3:33
12. Deutsches Filmorchester Babelsberg: Tabaluga schlüpft – 2:07
13. Deutsches Filmorchester Babelsberg: Kein Feuer – 3:38
14. Deutsches Filmorchester Babelsberg: Aufbruch nach Eisland – 3:01
15. Deutsches Filmorchester Babelsberg: Eisländer! – 1:11
16. Deutsches Filmorchester Babelsberg: Lillis Tanz – 1:58
17. Deutsches Filmorchester Babelsberg: Limbo – 2:50
18. Deutsches Filmorchester Babelsberg: Arktos Falle – 2:53
19. Deutsches Filmorchester Babelsberg: Tabalugas Befreiung – 3:02
20. Deutsches Filmorchester Babelsberg: In Sicherheit – 2:52
21. Deutsches Filmorchester Babelsberg: Nessajas Prophezeiung – 2:50
22. Deutsches Filmorchester Babelsberg: Drachenfeuer – 3:42
23. Deutsches Filmorchester Babelsberg: Polaris in Trümmern – 3:41

## Mitwirkende (Auswahl)
- Andreas Becker (Gitarre 4)
- Carl Carlton (Gitarre 1–4, 6–10)
- Yvonne Catterfeld (Gesang 4,5)
- Deutsches Filmorchester Babelsberg (Orchester 3–6, 8, 11–23)
- Bertram Engel (Schlagzeug 1–10)
- Michael Bully Herbig (Gesang 2)
- Heinz Hoenig (Gesang 3)
- Peter Keller (Gitarre, Chor 1–4, 6–10)
- Charlotte Klauser (Chor 2, 3, 7, 8)
- Pascal Kravetz (Keyboards, Chor 1–10)
- Peter Maffay (Gesang, Gitarre 6–10)
- Jan-Bart Meijers (Gitarre 7)
- Ken Taylor (Bass 1–10)
- Leon Taylor (Chor 2, 3, 7, 8)
- Linda Teodosiu (Chor 2, 3, 7, 8)
- Wincent Weiss (Gesang 1,5)

## Chartplatzierungen
| ChartsChartplatzierungen | Höchstplatzierung | Wochen |
| ------------------------ | ----------------- | ------ |
| Deutschland (GfK)        | 50 (2 Wo.)        | 2      |